# San Martín del Rey Aurelio
San Martín del Rey Aurelio è un comune spagnolo di 20 247 abitanti situato nella comunità autonoma delle Asturie. In località Blimea scorre il fiume Nalón.